# Yoga sūtra
Le Yoga sūtra ou Yogasūtra (sanskrit (IAST) ; devanāgarī : योगसूत्र), on emploie aussi le pluriel : Les Yoga sūtra (Yogasūtrāṇi), de Patañjali, abrégé Y.S., est un recueil de 195 aphorismes (sūtra), phrases brèves, laconiques, destinées à être facilement mémorisées. Ce texte qui comprend 1161 mots est la base du système philosophique appelé yoga, yoga de Patañjali ou encore sāṃkhya-yoga en raison de sa connexion intime avec le darśana (point de vue/méthode) appelé sāṃkhya.
Le Yoga sūtra de Patañjali et le Yoga-Bhashya de Vyāsa (commentaire sur les Yoga sūtras de Patañjali) sont des classiques de la littérature sanskrite antique.
Cette œuvre a probablement été rédigée ou compilée entre 200 av. J.-C. et 500 apr. J.-C.,. C'est devenu un texte de référence pour le yoga jusqu'à l'époque contemporaine.
Les 195 sūtra sont répartis en 4 chapitres (pāda) : Samādhi pāda, Sādhana pāda, Vibhūti pāda, Kaivalya pāda.

## Contexte doctrinal
Pour un article plus général, voir Yoga.
L'enseignement basé sur les Yoga sūtra de Patañjali se nomme le yoga-darśana. Cette expression est composée de deux termes :
- Yoga (योग en devanāgarīi) est un terme sanskrit qui désigne un ensemble de pratiques visant la fusion du corps et de l'esprit vers l'unité et la paix intérieure.
- Darśana (दर्शन en devanāgarī) ce terme sanskrit signifie vue, vision; aspect; en philosophie : méthode, point de vue doctrinal, école de pensée, système philosophique, doctrine de salut.

Dans la philosophie hindoue, il y a six darśana (écoles de pensée ou point de vue) principaux. Le yoga est un de ceux-là. Il est associé à la philosophie samkhya.

## Structure du texte
Le texte se compose de quatre pāda (chapitres ou sections) et comprend 195 aphorismes (sūtra). Ces chapitres sont dans l'ordre :
1. Samādhi pāda (समाधिपादः),
2. Sādhana pāda (साधनपादः),
3. Vibhūti pāda (विभूतिपादः),
4. Kaivalya pāda (कैवलयपादः).

Le quatrième pāda est très différent des trois précédents, tant au niveau du vocabulaire qu'au niveau de la syntaxe, il ne s'inscrit pas dans le même plan d'ensemble. Cela a été remarqué depuis longtemps et rien n'est venu contredire ces analyses. Michel Angot pose donc la question : « Ce quatrième pāda n'étant pas de Patañjali ne pourrait-il pas être de Vyāsa ? ».

### Samādhi pāda, section de la concentration qui conduit à la contemplation
Cette première partie est composée de 51 sūtra (aphorismes). L'auteur y décrit le yoga, puis les moyens d'atteindre le samādhi. Ce dernier terme renvoie à un état bienheureux où le yogin est absorbé dans l'unité : union avec le dieu personnel (Īśvara) ou absorption dans l'absolu (brahman).

Le deuxième aphorisme des Yoga sūtra, en écriture devanāgarīi et en translittération IAST.

Ce chapitre commence par : atha yogānuśāsanam : « maintenant, l'enseignement du yoga commence », autrement dit « voici l'enseignement traditionnel du yoga. » Y.S. 1-1.
Puis, dès le deuxième aphorisme, la définition du yoga est donnée : yogaś cittavṛttinirodhaḥ. Littéralement, « Le yoga est l’arrêt des activités de la pensée. » (citta vṛtti, fluctuation du psychisme). En d'autres termes, « le yoga consiste à suspendre l'activité psychique et mentale. » Y.S. 1-2.

### Sādhana pāda, section de la pratique (spirituelle)
Cette deuxième partie est composée de 55 sūtra. Sādhana signifie « pratique d'une discipline spirituelle ». L'auteur décrit deux formes de yoga : kriyā yoga (yoga des techniques) et aṣṭāṅga yoga, le yoga à huit branches, dont les quatre premières correspondent au haṭha yoga

#### Le kriyā yoga
Le kriyā yoga, ou yoga de l'action est la pratique de tapas (ardeur dans l'ascèse), de svādhyāya (étude des textes sacrés) et de īśvara-praṇidhāna (dévotion au divin). La pratique combinée de ces trois points a pour effet de diminuer l'emprise des cinq kleśa (afflictions). Suivent diverses techniques spirituelles : distinguer l'impermanent du permanent ou encore l'illusion du réel, annihiler le sentiment de son importance ou encore celui de son individualité (ahaṃkāra), méditer, dissocier celui qui voit de ce qui est vu.

#### L'aṣṭāṅga yoga

Les huit membres de l'aṣṭāṅga yoga.

Voici les huit « membres » (aṅga), ou huit branches du rāja-yoga, telles que recensées par Patañjali dans l'aṣṭāṅga-yoga : 
1- Yama, les devoirs moraux élémentaires envers les autres comme envers soi-même (attitudes justes fondamentales ; les Lois de Manu précisent qu'il faut « que le sage observe constamment les devoirs moraux (Yamas) avec plus d'attention que les devoirs pieux (Niyamas), celui qui néglige les devoirs moraux déchoit même lorsqu'il observe les devoirs pieux ») :
- ahiṃsā : ne pas tuer ou blesser des êtres vivants, en pensées, en paroles et en actes, directement, indirectement ou par consentement[14] (non-violence)
- satya : avoir une vue impartiale des événements, pour le bien de toutes les créatures[15] (vérité)
- asteya : discerner ce qui est légitime de ce qui ne l'est pas (respect de la propriété, absence de vol, honnêteté, probité)
- brahmacarya : « comportement qui mène au Brahman » (contrôle des sens)
- aparigraha : rester libre de superflu et de possessions (non-possessivité)

2- Niyama : la discipline morale consistant en la pratique d'exercices spirituels pour acquérir cinq vertus :
- śauca : la pureté ;
- santoṣa : la modération ou contentement de peu ;
- tapas : la force d'âme acquise par l'ascèse ;
- svādhyāya : la connaissance de soi, acquise notamment par la lecture des textes sacrés.
- īśvara-praṇidhāna: la foi acquise par la méditation.

3- Āsana : les postures rituelles du yoga.
4- Prāṇāyāma : la discipline du souffle.
5- Pratyāhāra : la concentration par rétraction des sens.
6- Dhāraṇā : la concentration ou fixation de l’activité mentale sur un point du corps ou un objet extérieur.
7- Dhyāna : la méditation.
8- Samādhi : la contemplation, la communion spirituelle et accomplissement du rājayoga.

### Vibhūti pāda, section des «pouvoirs» (siddhi)
La troisième partie compte 55 sūtra. Vibhūti est un mot sanskrit pour « pouvoir » (siddhi) ou « manifestation ». Ce livre décrit des états supérieurs de conscience et les techniques de yoga pour les atteindre. Cependant, ces siddhi sont un obstacle sur la voie de la libération (kaivalya).

### Kaivalya pāda, section de «la libération» (yogique)
La quatrième et dernière partie réunit 34 sūtra. Selon Michel Angot, ce quatrième pāda a pu être écrit deux à trois siècles après les trois premiers, au IIIe siècle ou IVe siècle,.
La traduction littérale de kaivalya:  « isolation, solitude », est à prendre dans son contexte, comme la plupart des mots sanskrits. Dans son acception technique, il signifie ici « émancipation, libération », il est interchangeable avec mokṣa (« libération »), qui est le but du yoga.

#### Traductions desYoga sūtra
- Yogasūtra. Les aphorismes de l'école de Yoga, suivi de Une lecture historique et philosophique des Yogasūtra, trad. et commentaire Marc Ballafant [et extraits du commentaire de Vyâsa] Albin Michel, 2023, 300 p.  (ISBN 978-2-226-45820-9)
- Yogasūtra. Aphorismes sur la voie, trad. et introduction Silvia d'Intino, Éditions Allia, 2021, 128 p.  (ISBN 979-1-030-41596-4)
- Le Yoga-Sūtra de Patañjali suivi de Le Yoga-Bhāṣya de Vyāsa: La parole sur le silence, édition, trad. et présentation Michel Angot, Les Belles Lettres, coll. « Indika » 2008, 771 p.  (ISBN 978-2-251-72050-0)
- Les Yoga-sûtra, trad. et notes Alyette Degrâces [et commentaire de Vyâsa], Fayard, 2004, 594 p.  (ISBN 978-2-213-61829-6)
- Lumières sur les Yoga Sûtra de Patañjali, B.K.S. Iyengar, Buchet-Chastel, 2003, 542 p.
- Les Yogasūtra de Patañjali avec le commentaire de Bhoja, trad. Philippe Geenens, Âgamât, 2003, 288 p.  (ISBN 978-2-911-16613-6)
- Yoga-Sûtras, trad. Françoise Mazet, Albin Michel, coll. « Spiritualités vivantes », 1991, 218 p.  (ISBN 978-2-226-05247-6)
- Patanjali et les Yogas Sûtras, trad. et commentaire Jean Bouchart d'Orval, Éditions du Relié, coll. Le Relié Poche, 2012 [2005; 1re éd. sous le titre La Maturité de la joie, Montréal, 1992], 264 p. (ISBN 978-2-354-90083-0)
- James Haughton Woods, The Yoga-System of Patañjali, avec commentaire de Vyâsa et glose de Vâcaspatimishra (Tattvavaiśāradī) 1914 (en ligne:The Yoga-System of Patañjali)
- La Lumière de l'Âme (1927) (trad. des Yoga-sutra, paraphrasés par le Djwal Khul, et commentés par Alice Bailey)

#### Études
Les traductions mentionnées s'accompagnent toutes de notes, commentaires et introduction, qui constituent autant d'études
- Pierre Feuga et Tara Michaël, Le Yoga, Paris, PUF, coll. « Que sais-je ? », 2023 (5e éd. corrigée) (1re éd. 1998), 128 p. (ISBN 978-2715-41721-2), chap. III (« Le yoga de Patanjali ou "yoga en huit degrés" »), p. 44 - 63
- Mircea Eliade, Patañjali et le yoga, Seuil, Coll « Maîtres spirituels », 1962, 189 p.